# El Día (Bolivie)
Pour les articles homonymes, voir El Día.
El Día est un journal bolivien édité dans la ville de Santa Cruz de la Sierra.

## Histoire
Le journal El Día apparait la première fois le 13 octobre 1987 grâce à l'initiative de Luis Gutiérrez Dams.
Le journal est acheté dix ans plus tard par le groupe Garafulic Canelas qui change le nom en El Nuevo Día. En octobre 2000, le groupe s'associe avec l'espagnol Prisa pour former un complexe multimedia constitué des journaux La Razón et Extra et la chaine de télévision ATB.
En 2007 le groupe Prisa se retire de Bolivie et vend ses parts d'El Nuevo Día à l'économiste Alfredo Leigue Urenda.
En juin 2009, le politicien Branko Marinkovic acquiert la totalité des actions du journal et lui redonne son ancien nom, El Día.